# Skulpturengarten AVK
Der Skulpturengarten AVK ist Teil der Kunstsammlung im Auguste-Viktoria-Krankenhaus in Berlin-Schöneberg zwischen der Rubensstraße und dem Grazer Damm. Nach der deutschen Kaiserin Auguste-Viktoria benannt, entstand das Krankenhaus 1906. Es gehört zur Berliner Vivantes-Gruppe.

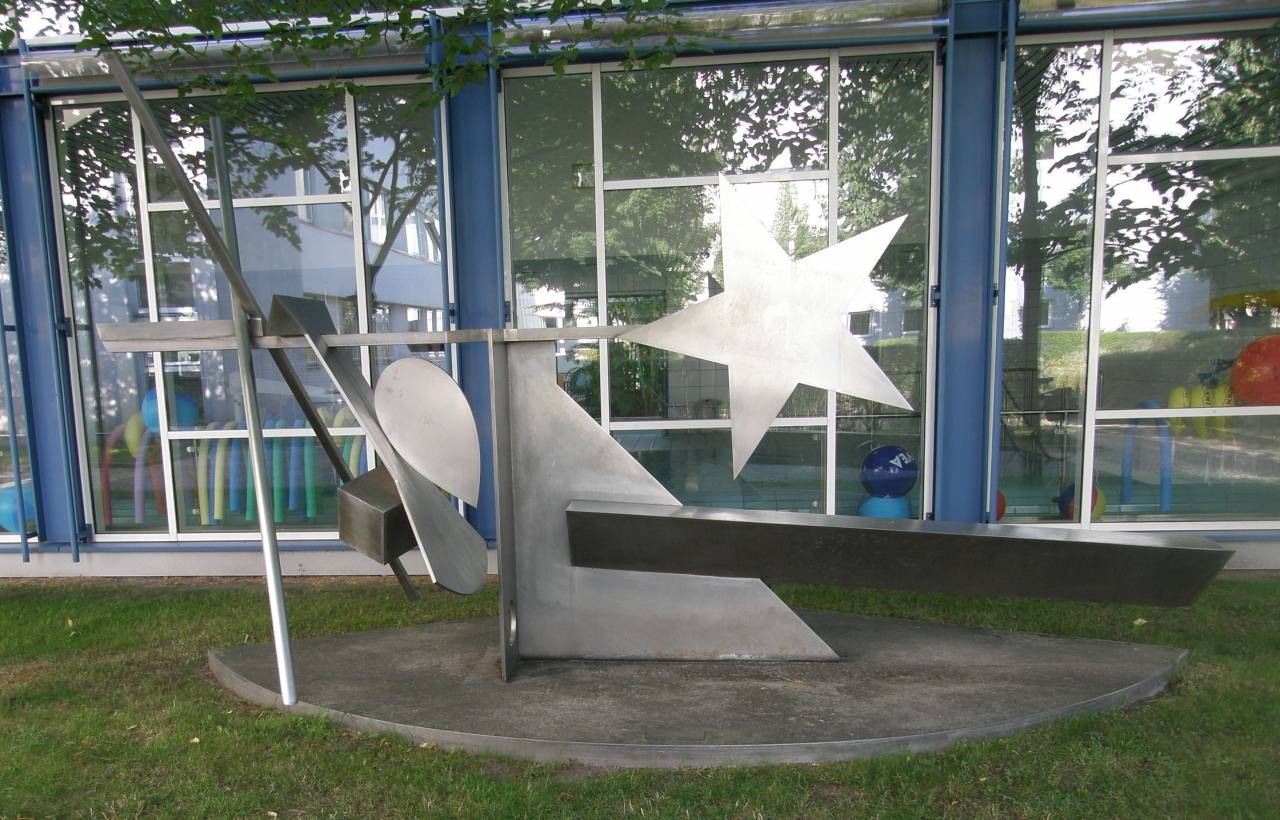
Erich Wiesner, MiXmAL

1980 waren vom Berliner Senat verschiedene Werke für einen „Skulpturengarten in Berlin“ angekauft und im Messegelände Berlin aufgestellt worden. Einige dieser Skulpturen sowie weitere Leihgaben von Künstlern und Galerien bilden den Sammlungsbestand des Skulpturengartens im AVK. Er wurde 1999 eröffnet und ist für die Allgemeinheit zugänglich.

## Skulpturen im Freigelände

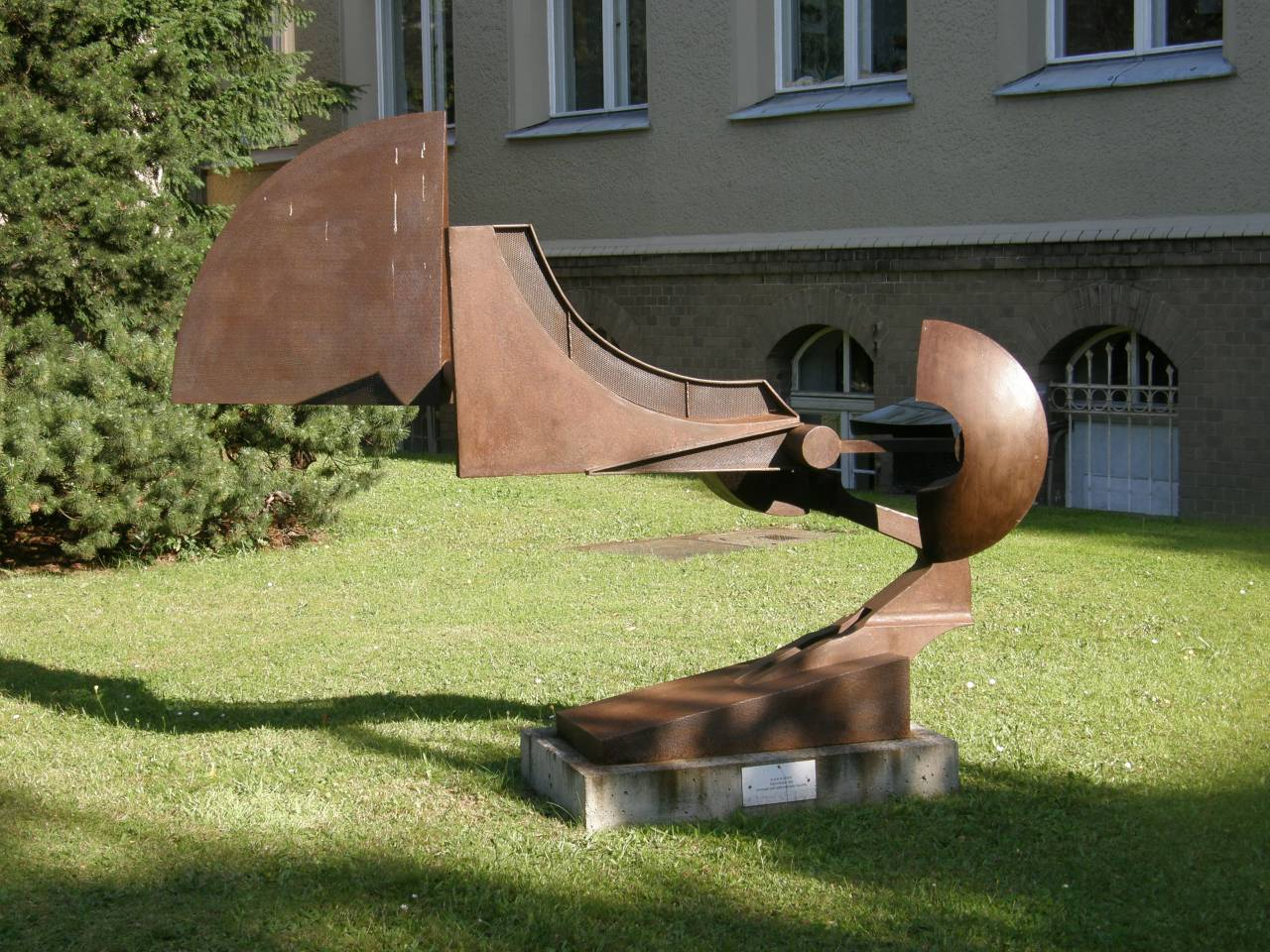
Klaus Duschat, Eisentirade

- Günter Anlauf: Thüster Nautiliden (1979/1980)
- Ulrich Bauss: Drei Betonskulpturen (1972) – Wir sind ein Kapitel, Wir liegen hier und Wir stehen hier
- Karlheinz Biederbick: Arbeiter mit Preßlufthammer (1972)
- Silvia Klara Breitwieser: Steinwindel (1980/1999)
- Klaus Duschat: Eisentirade (1982)
- Johannes Grützke: Lachender Kopf (1998)
- Richard Heß: Schreiender (1975) und La Sella (1982)
- Silvia Kluge: Emmi eins (1981)
- Rainer Kriester: Meditationsraum (1976)
- Gerald Matzner: Taschenpyramide (1980/81) und Menschen und Gepäck (1988/2002)
- John McCarthy: Tutola (1986)
- Peter Lindenberg: Regen Feld (2004)
- Rudi Pabel: Rotation (1979)
- Rüdiger Preisler: Paar I (1987), Paar (1996/1997), Paar (1998)
- Gloria Priotti: Endspiel (1980)
- Gustav Reinhardt: Serenity (1986)
- Erich Fritz Reuter: Das Mädchen von Yucatan (1964)
- Emanuel Scharfenberg: Elefantenbaum (1981)
- Joachim Schmettau: Vier Jahreszeiten (1981)
- Hartmut Stielow: Waage (1984)
- Rolf Szymanski: Zwei Figuren in größter Höhe und Die Frauen von Messina (1969/1971)
- David Lee Thompson: International Harvester
- Peter Tiefensee: o. T. (1981)
- Erich Wiesner: MiXmAL (1981)
- Pomona Zipser: Auf hoher See (1990)

## Werke im Inneren von Klinikgebäuden
- Angelik Riemer: Wandfries, o. T. 1-25 (1991)
- Stephan Balkenhol: Ein Mann und eine Frau (1990/1991)
- Kermit Berg: Fotomontage Museum (1993); Fotomontage Stadtmitte (1993)
- Gerdi Sternberg: 2 Tafelbilder (1992)
- Lothar Fischer: Enigma-Variationen (1996)

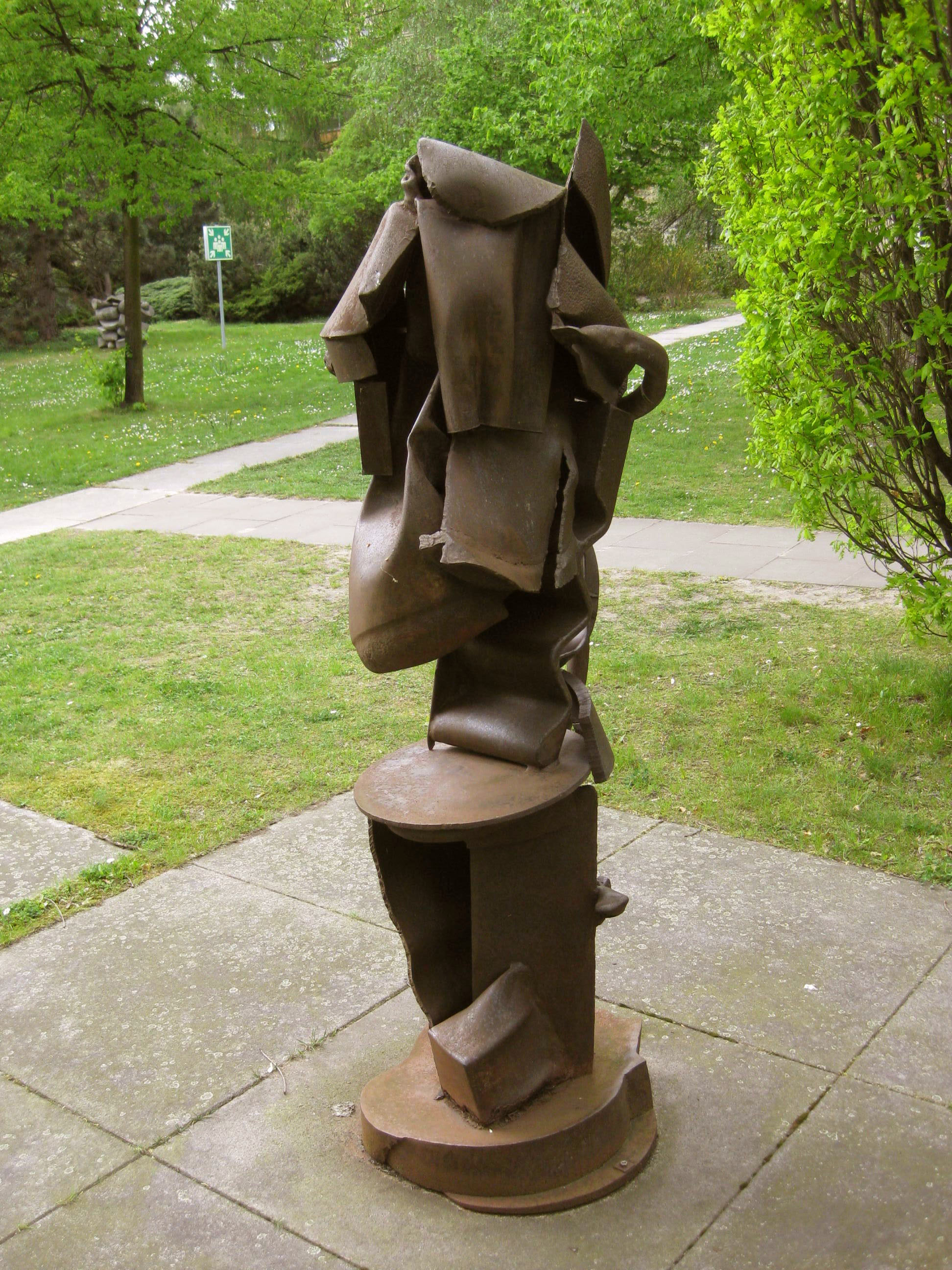
John McCarthy, Tutola
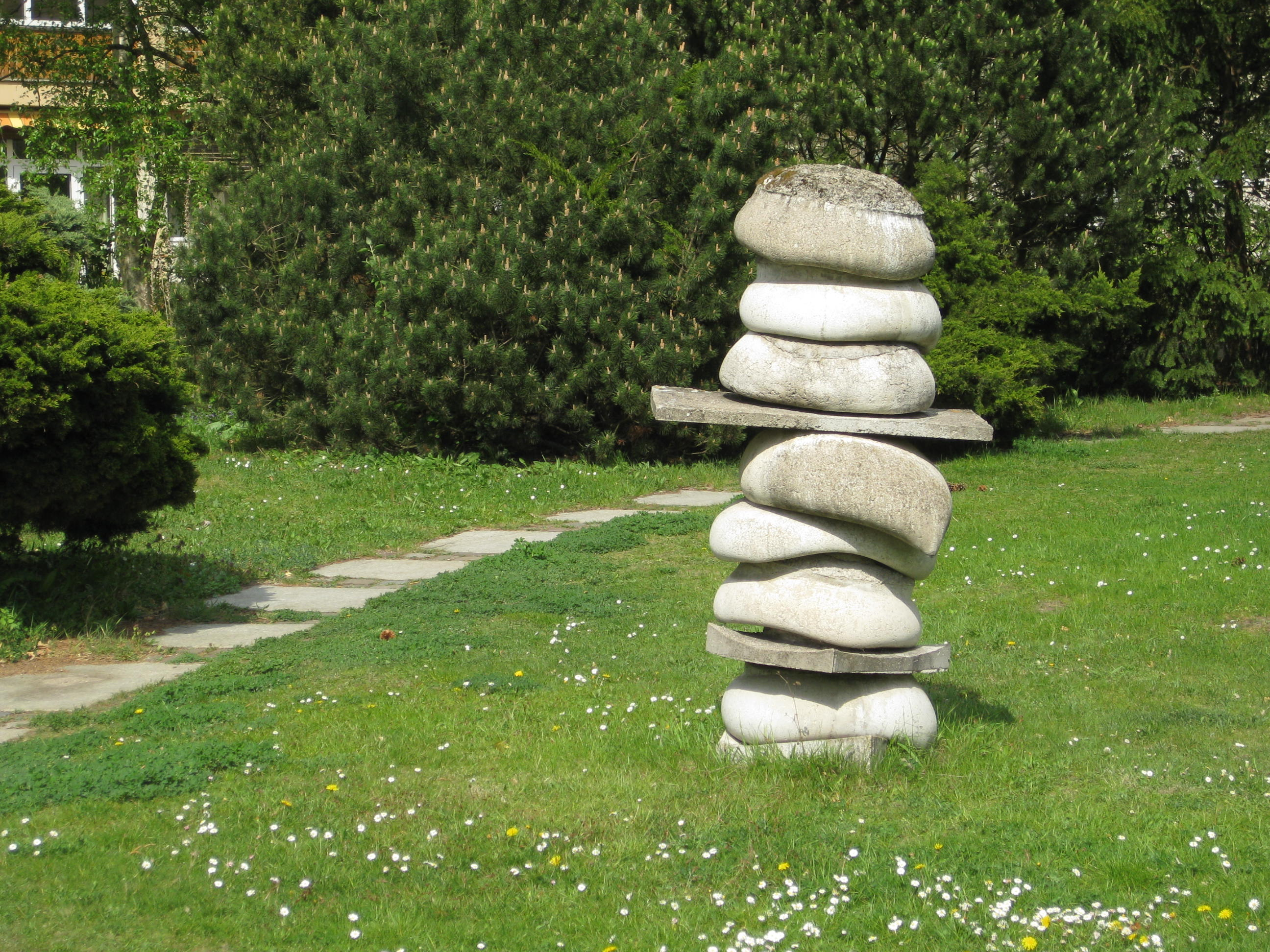
Ulrich Bauss, Wir stehen hier
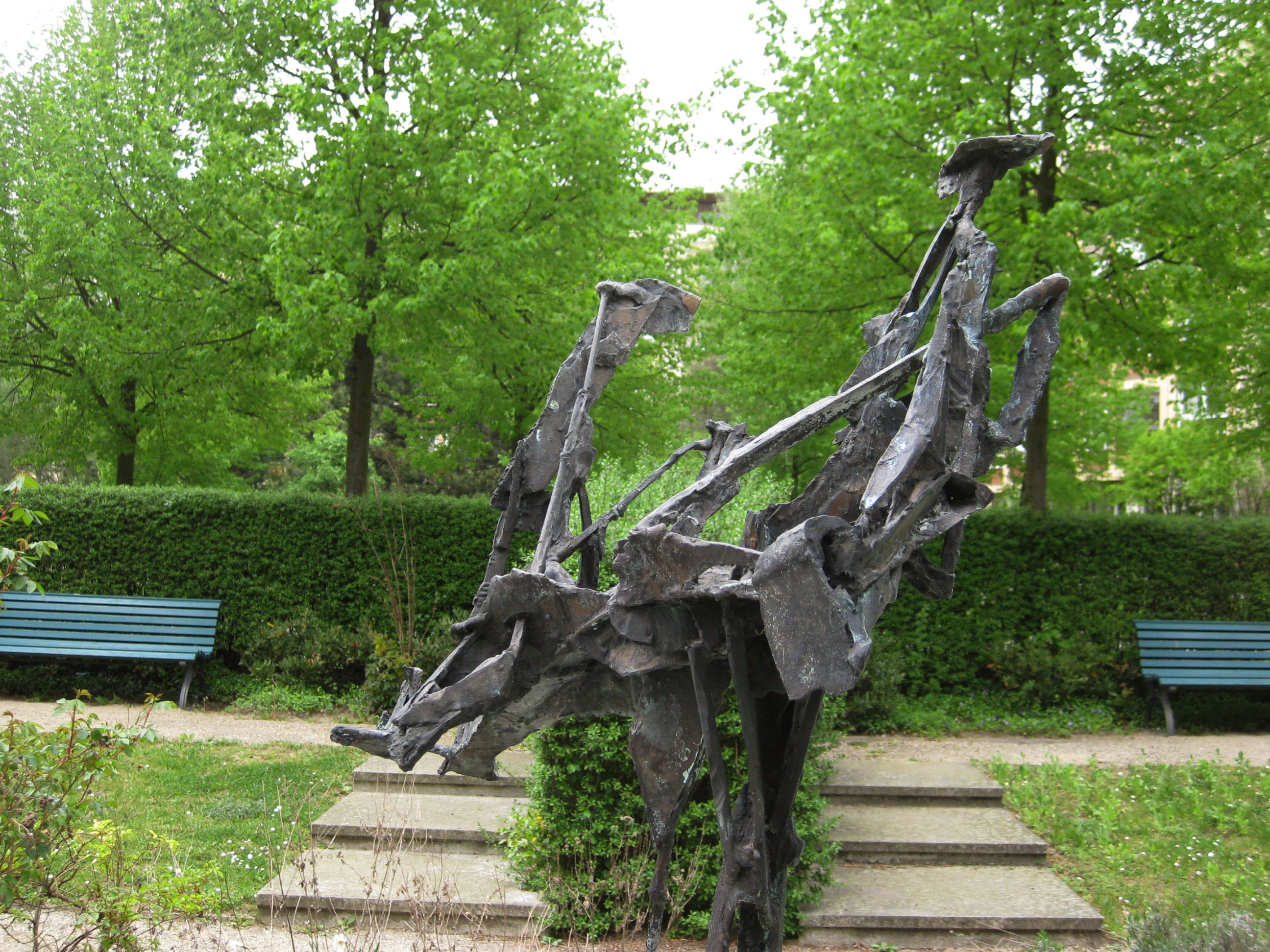
Pamona Zipser, Auf hoher See
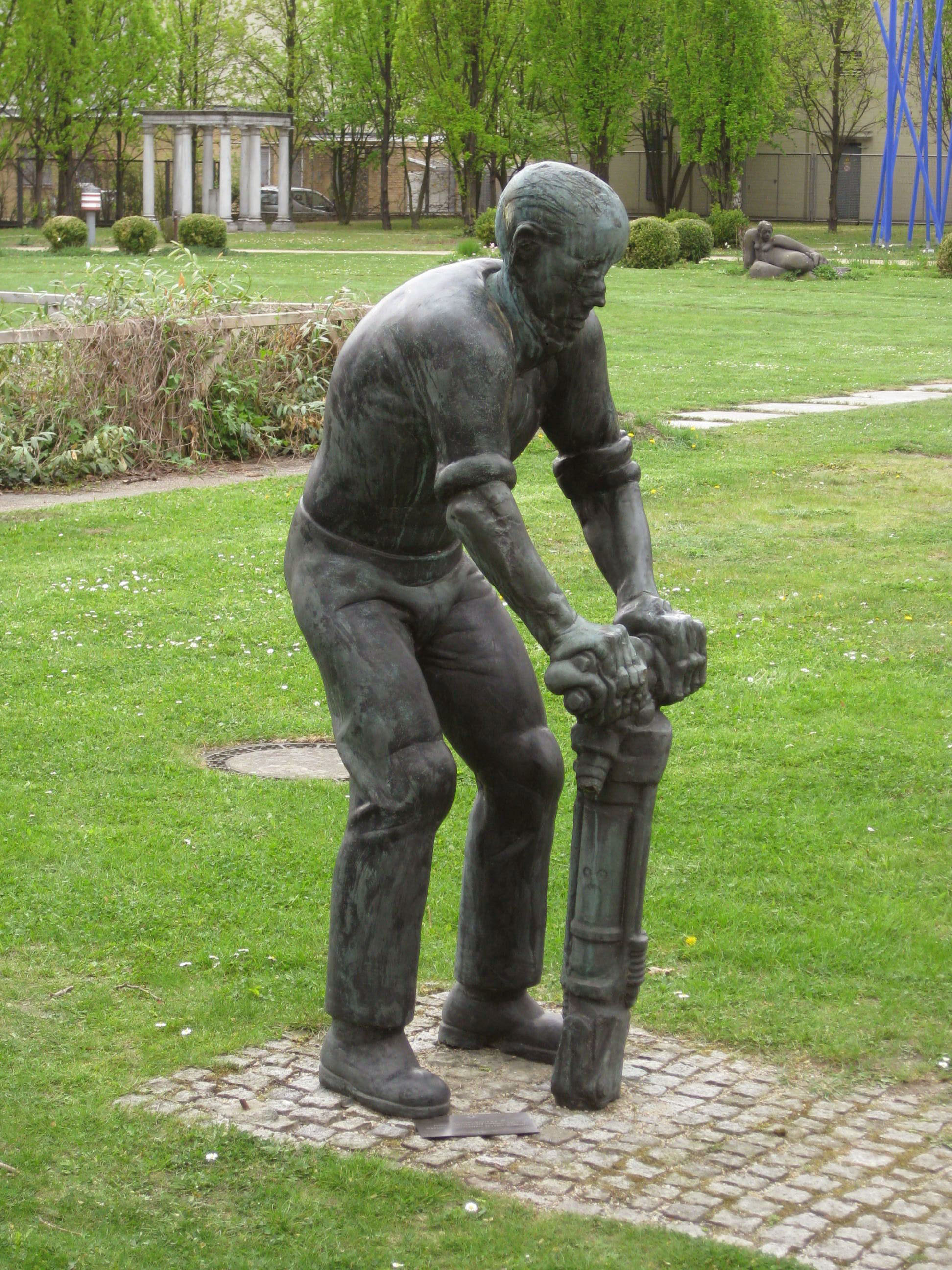
Karlheinz Biederbick, Arbeiter mit Presslufthammer